# Super League I
Die Super League I (aus Sponsoringgründen auch als Stones Bitter Super League I bezeichnet) war im Jahr 1996 die erste Saison der Super League in der Sportart Rugby League. Den ersten Titel gewann der St Helens RLFC, während Workington Town absteigen musste. In den auf die reguläre Saison folgenden Playoffs wurde ein separater Titel, die Premiership vergeben. Im Finale gewannen die Wigan Warriors 44:14 gegen St Helens.

## Tabelle
Siehe Super League I/Ergebnisse für eine vollständige Liste aller Ergebnisse der regulären Saison.
|     | Team                | Spiele | Siege | Unent. | Ndlg. | Spiel- punkte | Diff. | Tabellen- punkte |
| --- | ------------------- | ------ | ----- | ------ | ----- | ------------- | ----- | ---------------- |
| 01. | St Helens           | 22     | 20    | 0      | 2     | 950:455       | + 495 | 40               |
| 02. | Wigan Warriors      | 22     | 19    | 1      | 2     | 902:326       | + 576 | 39               |
| 03. | Bradford Bulls      | 22     | 17    | 0      | 5     | 767:409       | + 358 | 34               |
| 04. | London Broncos      | 22     | 12    | 1      | 9     | 611:462       | + 149 | 25               |
| 05. | Warrington Wolves   | 22     | 12    | 0      | 10    | 569:565       | + 4   | 24               |
| 06. | Halifax Blue Sox    | 22     | 10    | 1      | 11    | 667:576       | + 91  | 21               |
| 07. | Sheffield Eagles    | 22     | 10    | 0      | 12    | 599:730       | − 131 | 20               |
| 08. | Oldham Bears        | 22     | 9     | 1      | 12    | 473:681       | − 208 | 19               |
| 09. | Castleford Tigers   | 22     | 9     | 0      | 13    | 548:599       | - 51  | 18               |
| 10. | Leeds               | 22     | 6     | 0      | 16    | 555:745       | − 190 | 12               |
| 11. | Paris Saint-Germain | 22     | 3     | 1      | 18    | 398:795       | − 397 | 7                |
| 12. | Workington Town     | 22     | 2     | 1      | 19    | 325:1021      | − 696 | 5                |

## Playoffs
|  | Halbfinale | Halbfinale     | Halbfinale |  |  | Finale | Finale         | Finale |
|  |            |                |            |  |  |        |                |        |
|  |            |                |            |  |  |        |                |        |
|  | 2          | Wigan Warriors | 42         |  |  |        |                |        |
|  | 3          | Bradford Bulls | 36         |  |  |        |                |        |
|  |            |                |            |  |  | 2      | Wigan Warriors | 44     |
|  |            |                |            |  |  | 1      | St Helens      | 14     |
|  | 1          | St Helens      | 25         |  |  |        |                |        |
|  | 4          | London Broncos | 14         |  |  |        |                |        |
|  |            |                |            |  |  |        |                |        |

### Halbfinale
| 31. August | Wigan Warriors | 42 : 36 | Bradford Bulls | Central Park, Wigan Zuschauer: 9.878 Schiedsrichter: David Campbell |
| 31. August | Bericht        |         |                | Central Park, Wigan Zuschauer: 9.878 Schiedsrichter: David Campbell |

| 1. September | St Helens | 25 : 14 | London Broncos | Knowsley Road, St Helens Zuschauer: 9.250 Schiedsrichter: Stuart Cummings |
| 1. September | Bericht   |         |                | Knowsley Road, St Helens Zuschauer: 9.250 Schiedsrichter: Stuart Cummings |

### Grand Final
| 8. September | Wigan Warriors                                                                                        | 44 : 14        | St Helens                                                                      | Old Trafford, Trafford Zuschauer: 35.013 Schiedsrichter: David Campbell |
| 8. September | Versuche: Ellison (3), Connolly, Edwards, Haughton, Murdock, Paul, Robinson Erhöhungen: Farrell (4/9) | (18:8) Bericht | Versuche: Martyn, Newlove Erhöhungen: Goulding (2/2) Straftritte: Goulding (1) | Old Trafford, Trafford Zuschauer: 35.013 Schiedsrichter: David Campbell |

## Spielstätten
| Verein              | Spielstätte                       | Kapazität      |
| ------------------- | --------------------------------- | -------------- |
| Bradford Bulls      | Odsal Stadium                     | 27.491         |
| Castleford Tigers   | Wheldon Road                      | 11.743         |
| Halifax Blue Sox    | Thrum Hall                        | 9.832          |
| Leeds               | Headingley Carnegie Stadium       | 21.062         |
| London Broncos      | The Valley                        | 27.111         |
| Oldham Bears        | Boundary Park, The Watersheddings | 13.309, 9.000  |
| Paris Saint-Germain | Stade Sébastien Charléty          | 20.000         |
| Sheffield Eagles    | Bramall Lane, Don Valley Stadium  | 32.702, 10.000 |
| St Helens           | Knowsley Road                     | 17.500         |
| Warrington Wolves   | Wilderspool Stadium               | 9.200          |
| Wigan Warriors      | Central Park                      | 18.000         |
| Workington Town     | Derwent Park                      | 10.000         |

## Statistik
Meiste erzielte Versuche
|    | Name             | Versuche | Verein            |
| -- | ---------------- | -------- | ----------------- |
| 1. | Paul Newlove     | 28       | St Helens         |
| 2. | Jason Robinson   | 24       | Wigan Warriors    |
| 3. | John Bentley     | 21       | Halifax Blue Sox  |
| 4. | Henry Paul       | 20       | Wigan Warriors    |
| 5. | Danny Arnold     | 19       | St Helens         |
| 6. | Robbie Paul      | 18       | Bradford Bulls    |
| 7. | Richard Henare   | 17       | Warrington Wolves |
| 7. | Keith Senior     | 17       | Sheffield Eagles  |
| 8. | Greg Barwick     | 16       | London Broncos    |
| 8. | Rob Smyth        | 16       | Wigan Warriors    |
| 8. | Anthony Sullivan | 16       | St Helens         |

Meiste erzielte Punkte
|     | Name            | Versuche | Erhöhungen/Straftritte | Drop Goals | Total | Verein            |
| --- | --------------- | -------- | ---------------------- | ---------- | ----- | ----------------- |
| 1.  | Bobbie Goulding | 5        | 117                    | 3          | 257   | St Helens         |
| 2.  | John Schuster   | 8        | 101                    | 2          | 236   | Halifax Blue Sox  |
| 3.  | Andrew Farrell  | 5        | 103                    | 0          | 226   | Wigan Warriors    |
| 4.  | Graham Holroyd  | 11       | 76                     | 2          | 198   | Leeds Rhinos      |
| 5.  | Frano Botica    | 5        | 84                     | 2          | 190   | Castleford Tigers |
| 6.  | Mark Aston      | 2        | 86                     | 1          | 181   | Sheffield Eagles  |
| 7.  | Greg Barwick    | 16       | 50                     | 2          | 166   | London Broncos    |
| 8.  | Steve McNamara  | 1        | 78                     | 2          | 162   | Bradford Bulls    |
| 9.  | Iestyn Harris   | 4        | 63                     | 2          | 144   | Warrington Wolves |
| 10. | Francis Maloney | 6        | 45                     | 0          | 114   | Oldham Bears      |

Schiedsrichter
| Name             | Anz. d. Spiele |
| ---------------- | -------------- |
| Alan Bates       | 02             |
| David Campbell   | 019            |
| Steve Clark      | 01             |
| John Connolly    | 015            |
| Robert Connolly  | 014            |
| Stuart Cummings  | 018            |
| Steve Ganson     | 03             |
| Karl Kirkpatrick | 05             |
| Paul Lee         | 01             |
| Tim Mander       | 01             |
| Colin Morris     | 011            |
| Nick Oddy        | 01             |
| Steve Presley    | 018            |
| Graham Shaw      | 01             |
| Russell Smith    | 019            |
| Peter Taberner   | 02             |

### Zuschauertabellen
In Runde 11 fand ein Spiel zwischen den Sheffield Eagles und St Helens im Cardiff Arms Park statt. Das Spiel, bei dem 6.708 Zuschauer anwesend waren, wurde in die Gesamttabelle nicht mit einbezogen.
Gesamttabelle
|        | Verein              | Zuschauer | pro Spiel | Auslastung |
| ------ | ------------------- | --------- | --------- | ---------- |
| 01.    | St Helens           | 112.427   | 10.221    | 058,4 %    |
| 02.    | Wigan Warriors      | 111.850   | 10.168    | 056,49 %   |
| 03.    | Bradford Bulls      | 113.809   | 10.346    | 037,64 %   |
| 04.    | London Broncos      | 62.693    | 5.699     | 021,02 %   |
| 05.    | Warrington Wolves   | 56.724    | 5.157     | 056,05 %   |
| 06.    | Halifax Blue Sox    | 55.912    | 5.083     | 051,7 %    |
| 07.    | Sheffield Eagles    | 45.039    | 4.504     | 024,36 %   |
| 08.    | Oldham Bears        | 39.914    | 3.629     | 027,26 %   |
| 09.    | Castleford Tigers   | 55.137    | 5.012     | 042,68 %   |
| 010.   | Leeds               | 94.395    | 8.581     | 040,74 %   |
| 011.   | Paris Saint-Germain | 88.289    | 8.026     | 040,13 %   |
| 012.   | Workington Town     | 25.358    | 2.305     | 023,05 %   |
| Gesamt | Gesamt              | 861.547   | 6.577     | 039,96 %   |

Tabelle nach Runden
| Runde    | Zuschauer | Pro Spiel |
| -------- | --------- | --------- |
| Runde 1  | 53.879    | 8980      |
| Runde 2  | 46.390    | 7732      |
| Runde 3  | 46.682    | 7780      |
| Runde 4  | 35.488    | 5915      |
| Runde 5  | 37.828    | 6305      |
| Runde 6  | 46.844    | 7807      |
| Runde 7  | 39.340    | 6557      |
| Runde 8  | 35.471    | 5912      |
| Runde 9  | 39.458    | 6576      |
| Runde 10 | 39.875    | 6646      |
| Runde 11 | 35.894    | 5982      |
| Runde 12 | 35.886    | 5981      |
| Runde 13 | 46.275    | 7713      |
| Runde 14 | 31.539    | 5257      |
| Runde 15 | 36.420    | 6070      |
| Runde 16 | 46.771    | 7795      |
| Runde 17 | 31.003    | 5167      |
| Runde 18 | 36.457    | 6076      |
| Runde 19 | 35.232    | 5872      |
| Runde 20 | 24.099    | 4017      |
| Runde 21 | 45.460    | 7577      |
| Runde 22 | 42.018    | 7003      |
| Gesamt   | 868.309   | 6578      |